# Spiroctenus latus
Spiroctenus latus är en spindelart som beskrevs av William Frederick Purcell 1904. Spiroctenus latus ingår i släktet Spiroctenus och familjen Nemesiidae. Inga underarter finns listade i Catalogue of Life.